# 雅各布·佩里
雅各布·佩里（義大利語：Jacopo Peri，1561年8月20日—1633年8月12日）是意大利文艺复兴时期的作曲家和歌手。经常被称为歌剧的发明者。他在大约1597年所作曲的歌剧《达芙妮》常被视为首部歌剧作品。达芙妮的曲谱似乎没有流传下来，而他的另一部1600的作品《尤丽狄茜》，至今仍有演出。